# Chaska
Chaska er en amerikansk by og administrativt centrum i det amerikanske county Carver County, i staten Minnesota. I 2005 havde byen et indbyggertal på 22.467.

## Ekstern henvisning
- Chaskas hjemmeside Arkiveret 24. juli 2011 hos  Wayback Machine (engelsk)

44°47′22″N 93°36′07″V / 44.7894°N 93.6019°V